# پل رویال جورج

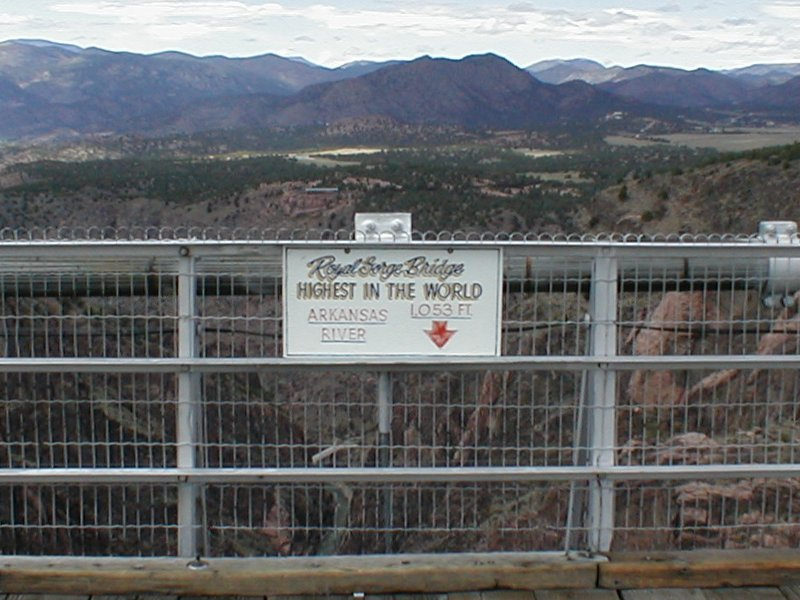
علامتی که بر روی پل نصب شده و آنرا بلندترین معرفی می‌کند

پل رویال جورج (به انگلیسی: Royal Gorge Bridge) یک پل معلق و جاذبه‌ای توریستی است که در نزدیکی شهر کنین، کلرادو در ایالت کلرادو و درون یک شهربازی واقع شده است. ساخت این پل در نوامبر ۱۹۲۹ به اتمام رسید. عرشه پل در ارتفاع ۲۹۱ متری بالای رودخانه آرکانزاس معلق است و رکورد بلندترین پل جهان را از سال ۱۹۲۹ تا سال ۲۰۰۳ در اختیار داشت. طول کلی پل ۳۸۴ متر و طول دهانه اصلی آن ۲۸۶ متر و عرض آن ۵،۵ متر است. این پل توسط دو برج که هر کدام ۴۶ متر ارتفاع دارد معلق نگه داشته شده است.